# 241. dopravní letka
241. dopravní letka (neoficiálně přezdívaná vládní letka) je vojenská jednotka 24. základny dopravního letectva Vzdušných sil Armády České republiky. Dislokována je na letišti Kbely v Praze. Hlavním úkolem letky je poskytování letecké přepravy osob, zejména ve prospěch Armády ČR (např. rotace personálu v zahraničí), dále přeprava ústavních činitelů České republiky a zahraničních státních delegací, přeprava v rámci sil NATO, speciální lety pro Bezpečnostní informační službu a možné využití pro zdravotnické transporty MEDEVAC.

## Historie

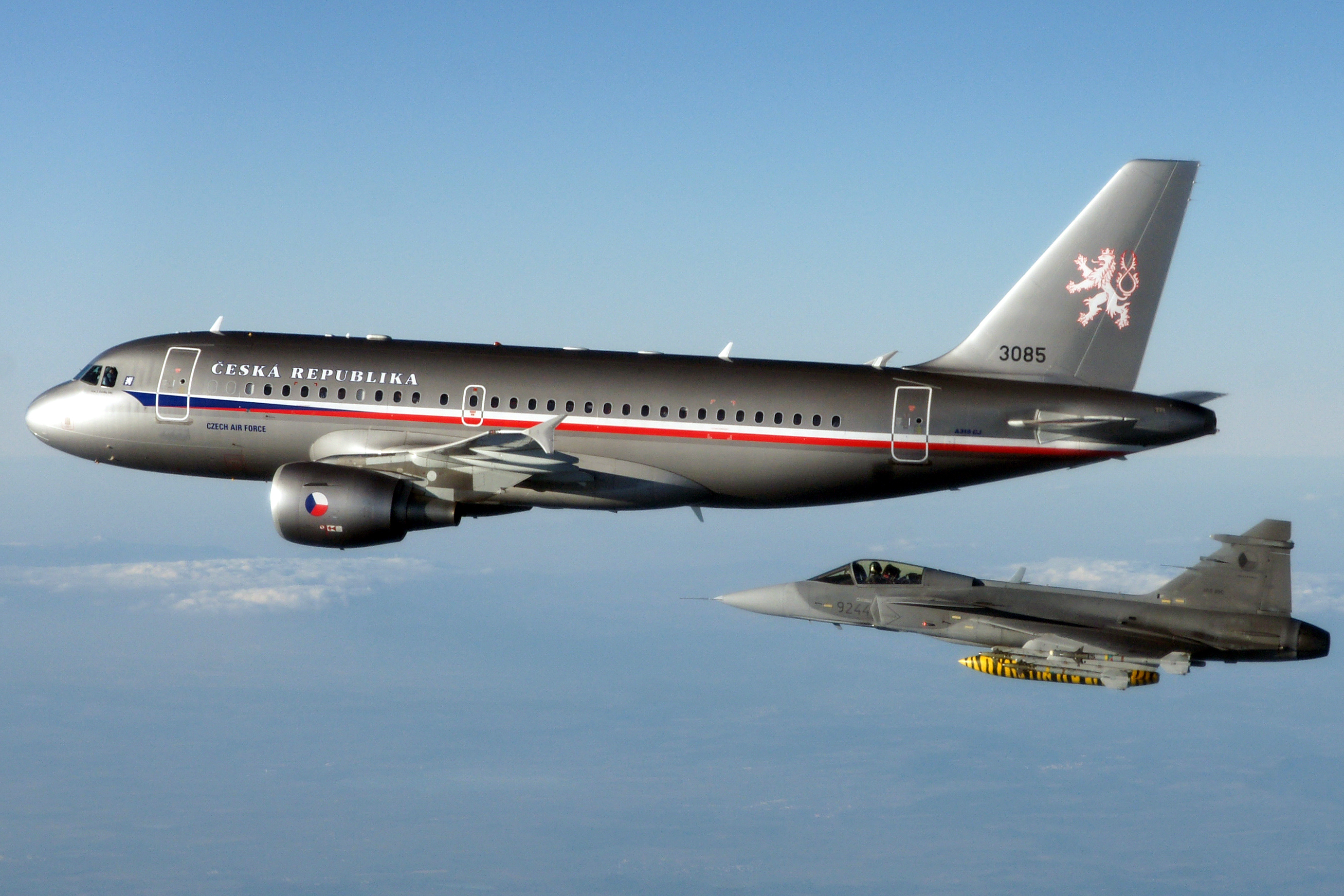
Letoun A319CJ v doprovodu letounu JAS-39 Gripen

Letka vznikla jako 61. dopravní letka k 1. červenci 1994 při reorganizaci v rámci nově zřízené 6. základy dopravního letectva v Praze-Kbelích. Provozovala tehdy sovětské stroje Tupolev a Antonov a československé Let L-410. Od počátku roku 1999 začala po vzoru většiny zemí NATO přepravovat ústavní činitele České republiky a k tomuto úkolu získala od rušeného Státního leteckého útvaru Ministerstva vnitra České republiky (tzv. vládní letky) další letouny (po jednom Tupolevu a Letu, rovněž také jeden menší Bombardier a dva Jakovlevy).
Při reorganizaci k 1. červenci 2003 byla v rámci nově zřízené 24. základy dopravního letectva v Praze-Kbelích přejmenována na 241. dopravní letku (nebo též 241. dopravní a speciální letku). Stroje určené pro přepravu převážně VIP osob (tzv. bílé letouny) byly provozovány z detašovaného pracoviště na letišti Praha-Ruzyně. V roce 2007 byl stav letky doplněn o nové dopravní letouny Airbus. Oba stroje získaly díky svému reprezentativnímu účelu oficiální čestná jména, jeden byl pojmenován po generálovi Karlu Janouškovi, druhý po generálovi Josefu Ocelkovi. Vzhledem k souvisejícímu ukončení provozu letounů Tupolev došlo tehdy k přesunu provozu všech letounů letky na kbelské letiště. Téhož roku byla také reorganizována 24. základna a turbovrtulové transportní a dopravní stroje byly vyčleněny do nově vzniklé 242. transportní a speciální letky. Ve stavu 241. dopravní letky tak od té doby zůstaly pouze tzv. bílé letouny, stroje Airbus a menší stroje Bombardier a Jakovlev. Po vyřazení letounů Bombardier a Jakovlev v letech 2020 a 2022 disponuje letka pouze dvěma velkými stroji Airbus.
V roce 2009 čítala 241. dopravní letka 55 osob, z toho 18 příslušníků létajícího personálu a 37 příslušníků pozemního technického personálu.

## Mise
K významným misím letky patří přeprava humanitární pomoci letouny Tu-154 počátkem roku 2005 do oblastí jihovýchodní Asie postižených vlnou tsunami a evakuační lety stroje A319 z afghánského Kábulu v srpnu 2021.

## Výzbroj

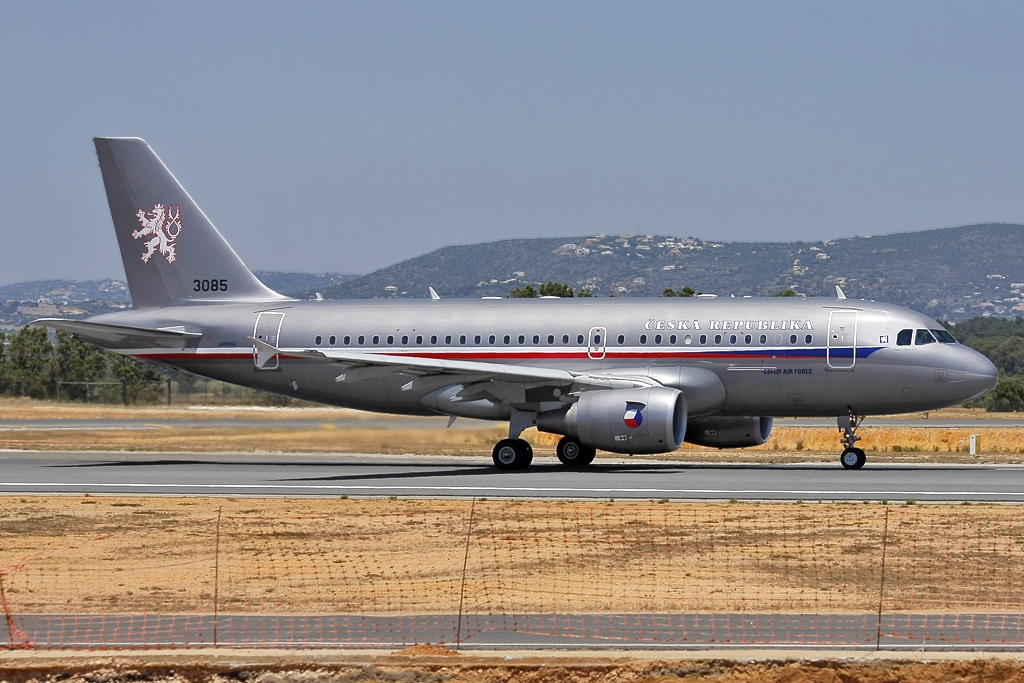
Letoun A319CJ ze stavu 241. dopravní letky

Na konci roku 2022 se ve výzbroji letky nacházely:
- 2 dopravní letouny Airbus A319CJ (A319-115X, od 2007[6])
  - letoun č. 2801 (čestné jméno „Gen. K. Janoušek KCB“), rok výroby 2006 – letoun ve VIP úpravě pro 44 cestujících, díky přídavným nádržím má větší dolet[3][6][8]
  - letoun č. 3085 (čestné jméno „Gen. J. Ocelka DFC“), rok výroby 2007 – letoun v úpravě pro 100 cestujících, kvůli menším nádržím má menší dolet[3][6][8]

### Dřívější výzbroj
- dopravní letouny Tupolev Tu-134 (verze Tu-134A, 1994–?)[9]
- dopravní letouny Tupolev Tu-154 (1 kus verze Tu-154B-2, 2 kusy verze Tu-154M, 1999–2007)[10] – stroj Tu-154M č. 1016 (tzv. „Naganský expres“) získalo Letecké muzeum v Kunovicích[11]
- transportní letouny Antonov An-24 (verze An-24V, 1994–2005)[9]
- transportní letouny Antonov An-26 (min. 5 kusů verzí An-26 a An-26-100, 1994–2007)[5][9][12]
- dopravní a transportní letouny Let L-410 Turbolet (min. 4 kusy dopravní verze L-410UVP-E, min. 2 kusy transportní verze L-410T, min. 2 kusy speciální verze L-410FG, dříve také dopravní verze L-410 UVP, 1994–2007)[5][9][12]
- dopravní letouny Jakovlev Jak-40 (2 kusy verze Jak-40K, 1999–2020)[13] – stroj č. 0260 získalo Technické muzeum v Brně (zapůjčen do Leteckého muzea v Kunovicích),[14][15] stroj č. 1257 získal Vojenský historický ústav Praha (umístěn v Leteckém muzeu Kbely)[16]
- dopravní letoun Bombardier CL-601 Challenger (1 kus verze CL-601-3A, 1999–2022)[17] – stroj č. 5105 získal Vojenský historický ústav Praha (umístěn v Leteckém muzeu Kbely)[18][19]

Bývalé letouny 241. dopravní letky
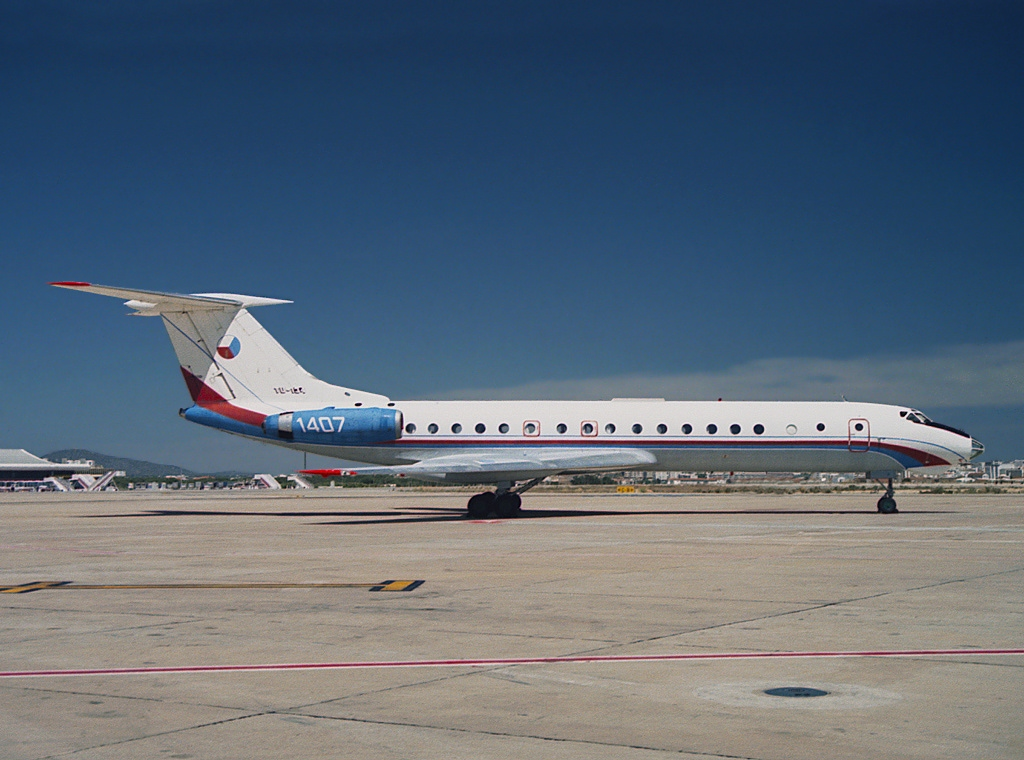
Letoun Tu-134
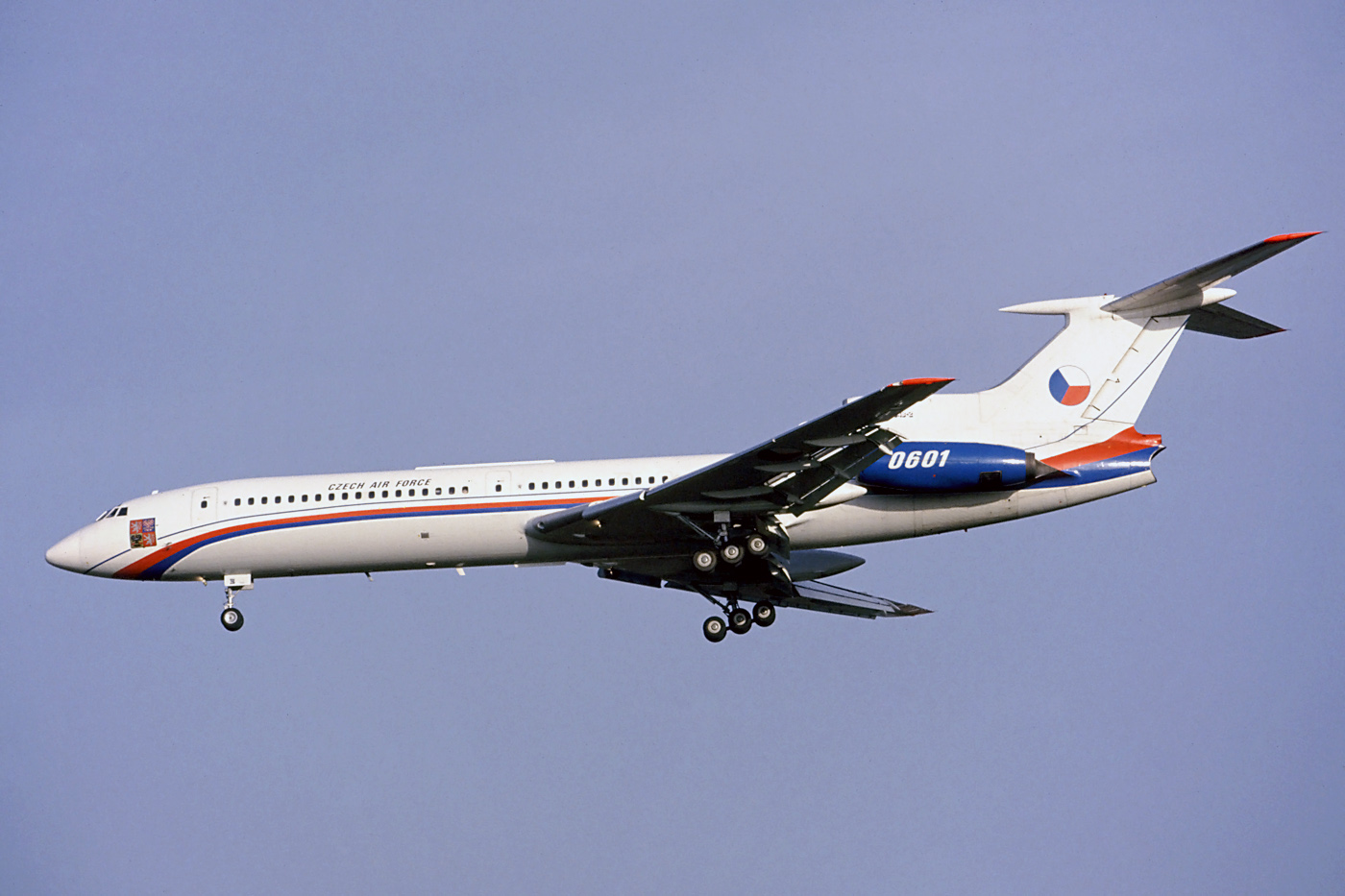
Letoun Tu-154B-2
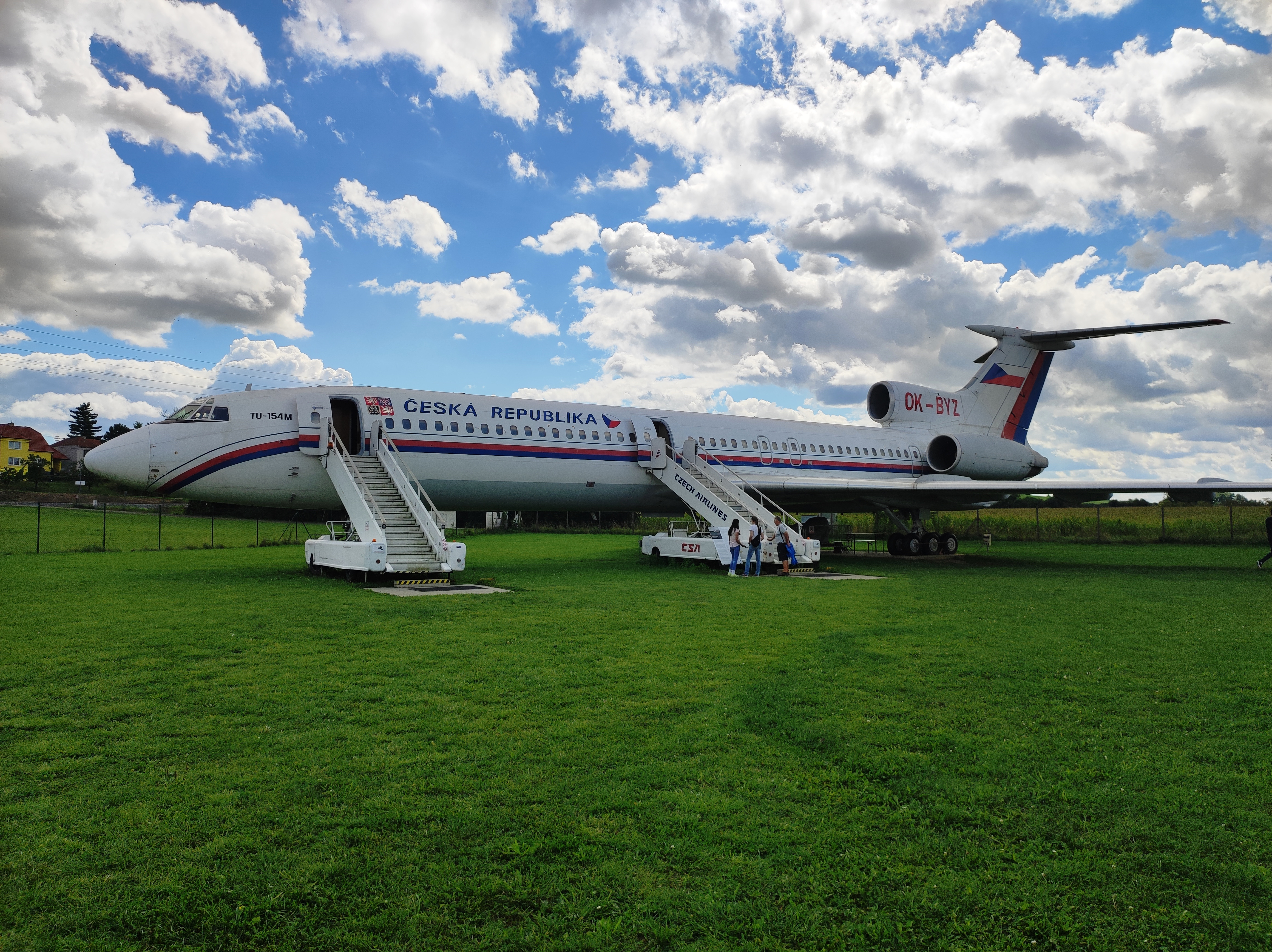
Letoun Tu-154M
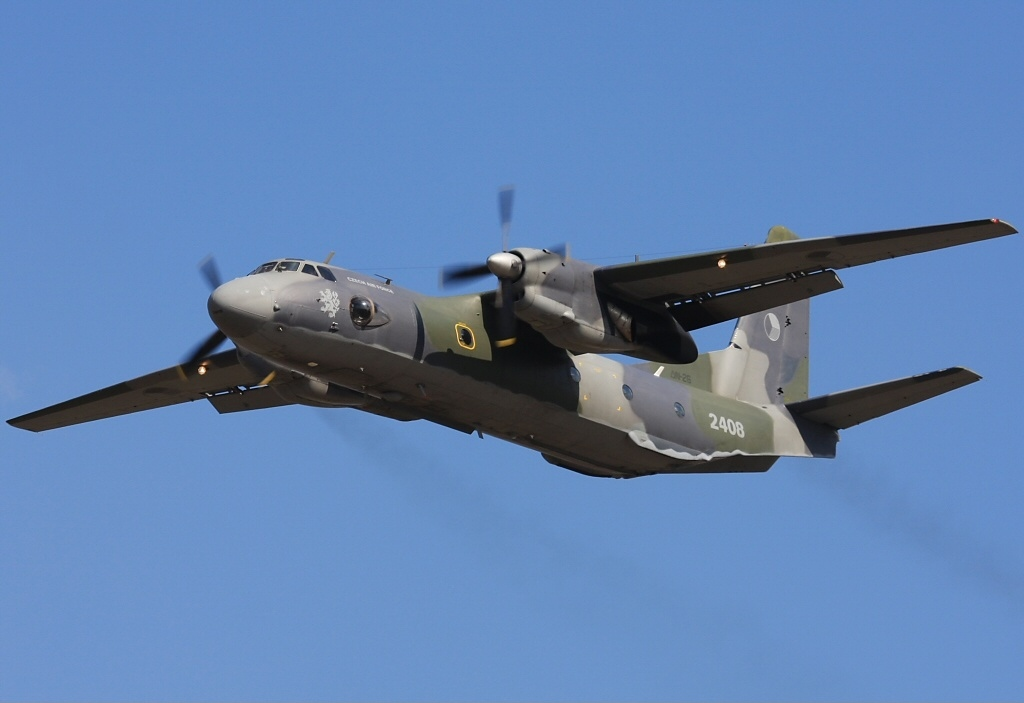
Letoun An-26
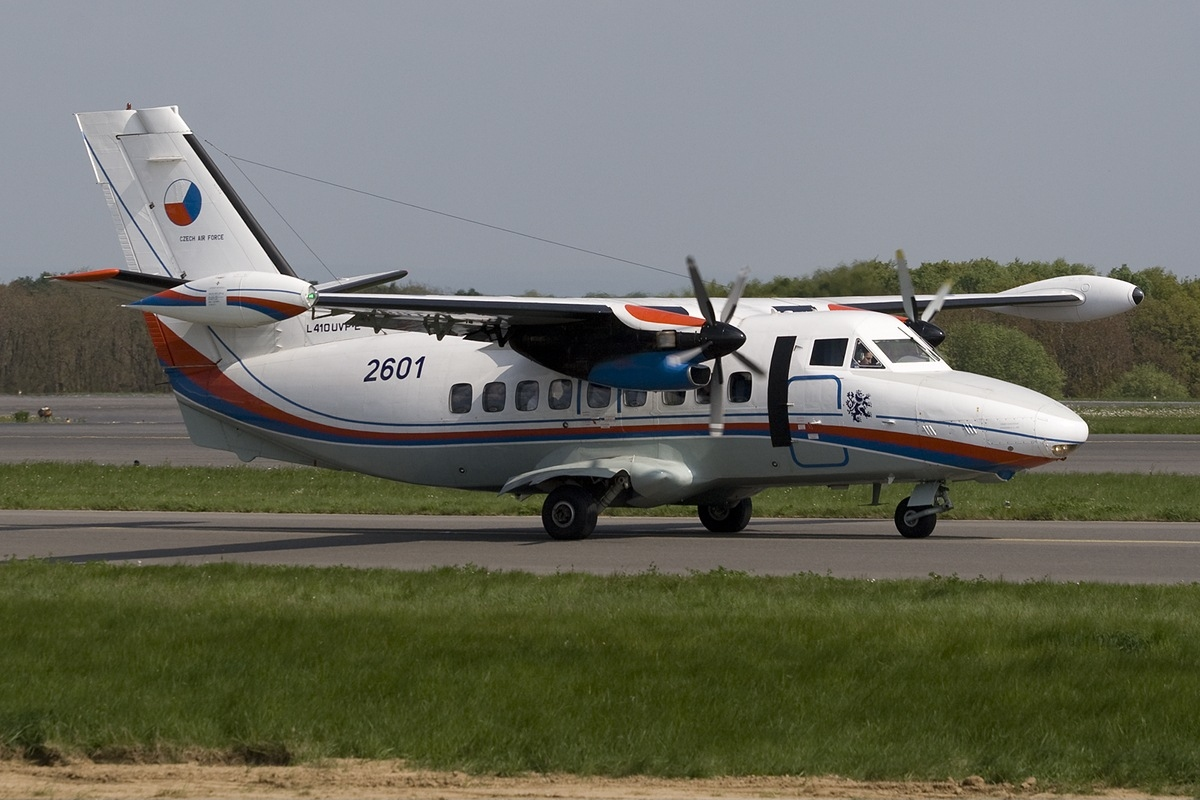
Letoun L-410 UVP-E
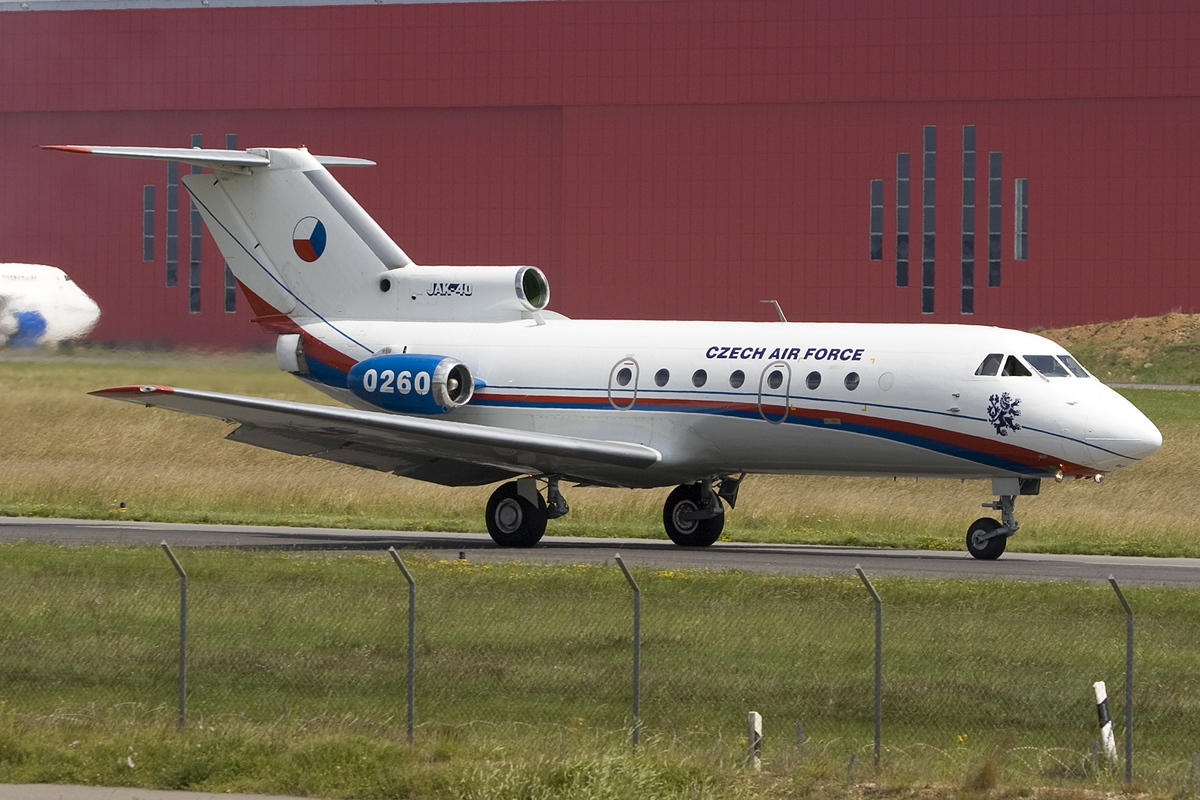
Letoun Jak-40
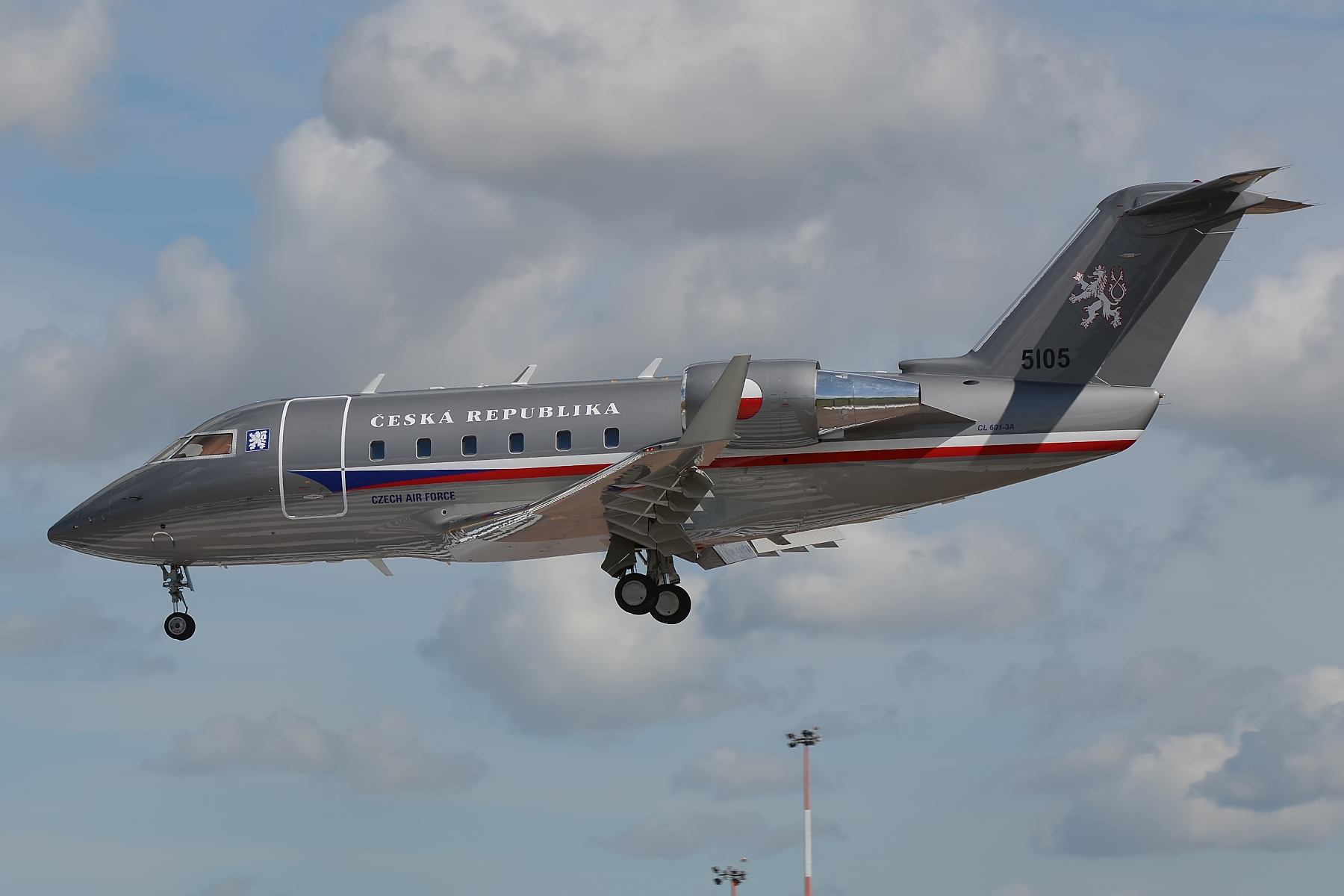
Letoun CL-601 Challenger

## Velitelé
- v roce 2009 – pplk. Libor Tomolya[2]
- v roce 2014 – pplk. Radko Husák[3]
- v roce 2023 – pplk. Ondřej Kudělka[20]